# Il lastrico dell'inferno
Il lastrico dell'inferno (Hell's Pavement) è un romanzo di fantascienza scritto nel 1955 da Damon Knight. Deriva dai racconti The Analogues, apparso in Astounding Science Fiction nel gennaio del 1952, e Turncoat, apparso in Thrilling Wonder Stories nell'aprile del 1953; più di metà del materiale di questo romanzo, però, è nuovo.
Il romanzo, a episodi, mostra i rischi antidemocratici di determinate forme di controllo sociale.
Il titolo deriva dal famoso detto "Le vie dell'inferno sono lastricate di buone intenzioni". Le buone intenzioni erano quelle dell'inventore di un procedimento che instillava in soggetti psicopatici l'illusione di vedere una figura di riferimento (la madre, l'insegnante) che ordinava loro di non commettere crimini.
Ovvia la pulsione della società al controllo di elementi quali gli stupratori o i pedofili. Altrettanto ovvia la domanda che ne consegue: "fino a dove possiamo spingerci con la forza (per quanto soft) per fermare il crimine"?
La possibilità di costringere non solo i malati mentali ma tutti i cittadini a seguire gli ordini emessi da questa figura illusoria ma reale nella mente di chi era stato sottoposto al procedimento, dà luogo all'instaurazione di "regni" dominati da organizzazioni variamente indirizzate alla religione, al consumo di prodotti di ben determinate ditte, alla pura tirannia politica e così via.
Però non tutti i soggetti, trattati nell'infanzia, reagiscono recependo l'"angelo custode". Esistono gli "abomini" che, essendo privi di questa figura dominante, riescono a ragionare liberamente. Queste persone sono naturalmente perseguitate ed eliminate. Uno di questi viene scoperto ma riesce a fuggire di "regno" in "regno". Si svela così che la "civiltà" (gli Stati Uniti) si è frammentata e il suo sviluppo si è bloccato.

## Edizioni
- Damon Knight, Hell's Pavement, Lion Books, 1955.
- Damon Knight, Il lastrico dell'inferno, Collana Urania n° 293, Arnoldo Mondadori Editore, 1962,  p. 160.